# Wotan (Sukolilo)
Wotan is een bestuurslaag in het regentschap Pati van de provincie Midden-Java, Indonesië. Wotan telt 7121 inwoners (volkstelling 2010).